# 겐카이정
겐카이정(일본어: 玄海町)은 일본 사가현 동부에 있는 히가시마쓰우라군의 정이다. 정명은 겐카이나다에서 유래한다.

## 지리

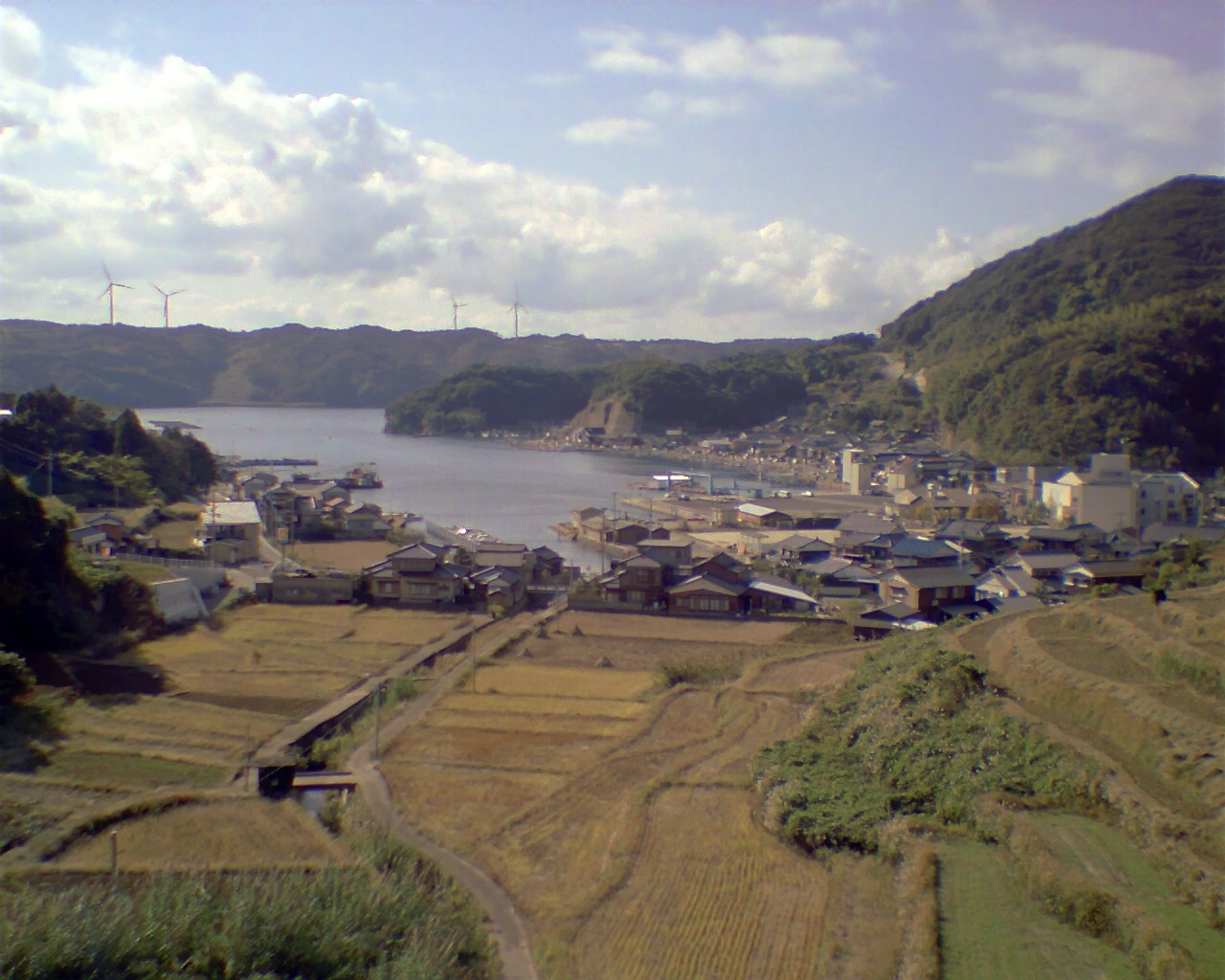
가리야항의 어촌 풍경

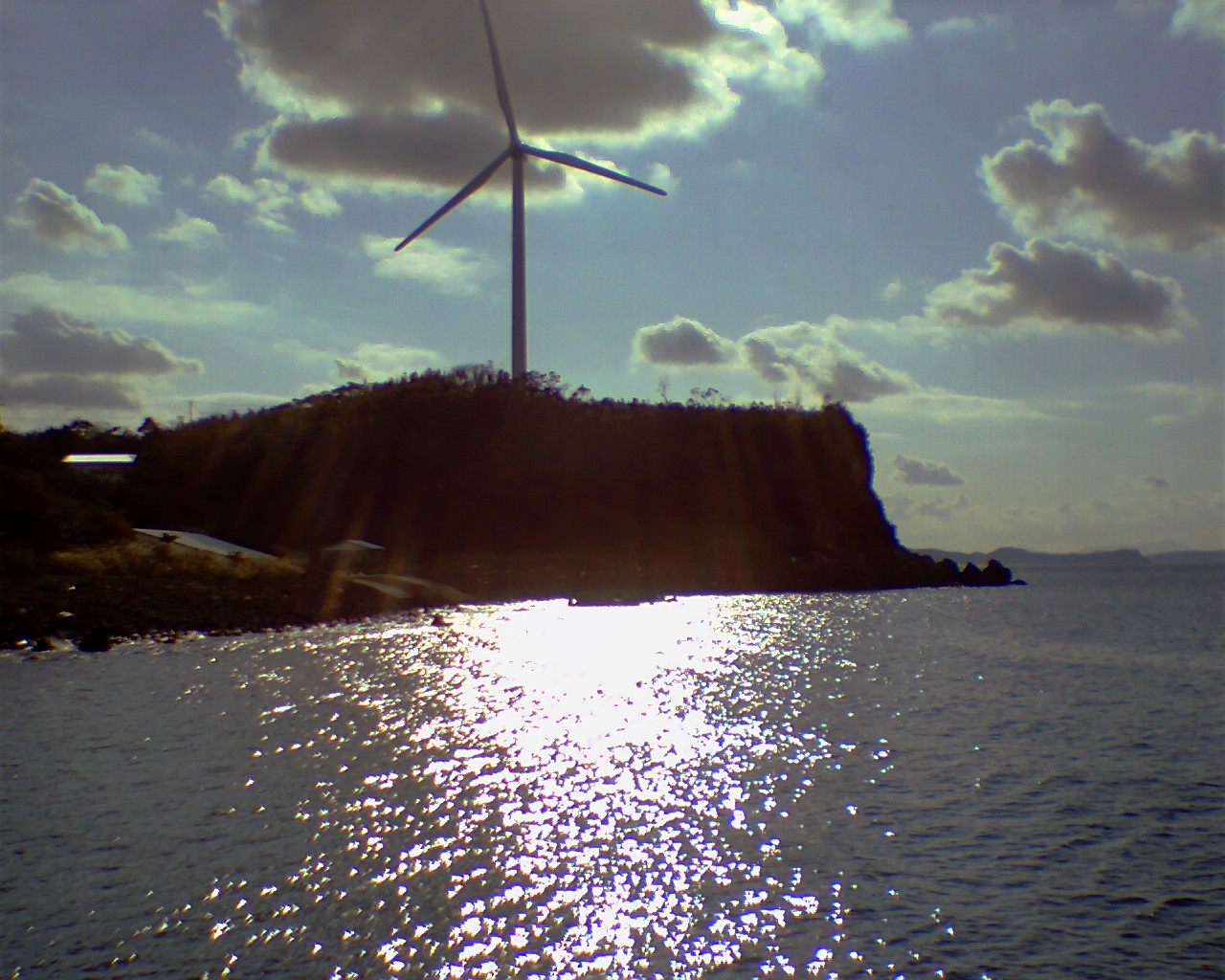
겐카이의 풍력 터빈

사가시에서 북서쪽으로 약 50km, 후쿠오카시에서 서쪽으로 약 60km 떨어진 히가시마쓰우라 반도의 서쪽 중앙에 위치하고 정역의 북쪽에서 서쪽에 걸쳐 겐카이나다와 접하고 있다. 중심 시가지는 정역 중앙부의 내륙부에 있다. 또한 육지 부분은 전부 가라쓰시에 둘러싸여 있다.

### 인접한 자치체
- 가라쓰시

## 역사
- 1956년 9월 30일 - 지카촌·아리우라촌이 대등 합병해 겐카이정이 성립하였다.
- 1957년 12월 31일 - 기리고촌의 소소로가와치, 유노, 후지히라, 다시로를 겐카이정에 편입하였다.

## 산업
1975년에 규슈의 두 개의 원자력 발전소 중 하나인 겐카이 원자력 발전소가 운전을 개시하였다. 농림수산업으로 도미 양식, 소, 양파, 잎담배, 귤, 하우스 딸기의 재배가 활발하다.

## 교통

### 도로
- 국도 204호선